# Новоселяне (Північна Македонія)
Новоселяне (мак. Новосељане) — село у Північній Македонії, входить до складу общини Куманово Північно-Східного регіону.
Населення — 46 осіб (перепис 2002).